# بوزکورت (دنیزلی)
بوزکورت (به ترکی استانبولی: Bozkurt) یک منطقهٔ مسکونی در ترکیه است که در استان دنیزلی واقع شده‌است. بوزکورت ۸۶۷ متر بالاتر از سطح دریا واقع شده‌است.